# هولویکن
شهر هولویکن (به سوئدی: Höllviken) در ناحیه شهری ولینیه در کشور سوئد واقع شده‌است. جمعیت این شهر ۱۵۵۴٫۳۲  نفر است.